# Sparatoria di Baton Rouge
La sparatoria di Baton Rouge del 17 luglio 2016 è stato un attacco armato, perpetrato da Gavin Eugene Long, con l'obiettivo di colpire alcuni agenti di polizia.
Il conflitto a fuoco ha portato all'uccisione di tre agenti di polizia e dello stesso responsabile della sparatoria, mentre altri tre ufficiali sono rimasti feriti, tra cui uno in condizioni ancora molto gravi. Tra gli agenti rimasti vittime della sparatoria, due lavoravano presso il dipartimento di polizia di Baton Rouge, mentre un altro era membro dell'East Baton Rouge Parish Sheriff's Office.

## Eventi
Alle ore 8:40 (ora locale), gli agenti del dipartimento di polizia di Baton Rouge ricevono la segnalazione di un uomo che cammina lungo la Airline Highway armato di fucile d'assalto. Una volta arrivati sul posto, gli agenti hanno visto l'uomo, vestito di nero, appostato dietro un negozio di bellezza. Alle ore 8:42, ha avuto inizio il conflitto a fuoco con gli agenti di polizia. Alle ore 8:44, è stata riportata la notizia di alcuni poliziotti rimasti colpiti nel conflitto attraverso una comunicazione via radio che ha segnalato, ad altre volanti, la posizione della sparatoria. Alle ore 8:45, un'altra segnalazione di continui scontri a fuoco è stata data agli agenti di polizia.
Alle ore 8:48, è stato segnalato lo spostamento dell'uomo armato nei pressi di un autolavaggio. Un testimone è riuscito a registrare un video dal proprio smartphone nel quale è possibile visionare lo scontro a fuoco tra un agente di polizia, che si protegge dietro una volante, e il responsabile della sparatoria. Successivamente, gli agenti hanno freddato l'uomo, uccidendolo, ed hanno utilizzato un robot per rinvenire il suo cadavere poiché era sospettato di avere con sé anche ulteriori ordigni ed esplosivi. La polizia di Baton Rouge ha dichiarato che Long era l'unico responsabile coinvolto nella sparatoria e che non vi erano ulteriori complici durante il conflitto a fuoco.

## Responsabile
Il responsabile della sparatoria è stato identificato dalla polizia nel ventinovenne Gavin Eugene Long, residente a Kansas City, Missouri. Long fu un sergente dei Marines, operando dal 2005 al 2010. Nei registri militari, si riporta anche la sua partecipazione alla guerra in Iraq dal giugno 2008 al gennaio 2009. Nel maggio del 2015 ha cambiato il suo nome legale in Cosmo Ausar Setepenra, dichiarandosi un "cittadino sovrano". È il creatore del sito web Convos With Cosmo, all'interno del quale si descrive come un "libero stratega, un mental game coach, nutrizionista, autore e consigliere spirituale". Proprio il sito web riconduce ad un suo account Instagram (ormai disabilitato) ed un account Twitter, dove poche ore prima della sparatoria aveva pubblicato la frase: "Il fatto che ti svegli ogni mattina non significa che stai vivendo. E solo perché lasci cadere il tuo corpo non vuol dire che sei morto". Vi sono, inoltre, alcuni collegamenti a tre suoi libri, auto-pubblicati, sotto il marchio The Cosmo Way.
In un altro video pubblicato sul suo account Twitter, Long ha affermato di essere stato a Dallas pochi giorni dopo la strage avvenuta nella città del Texas. Il video, postato il 10 luglio - tre giorni dopo l'attacco - è stato intitolato: "Il filmato di me a Dallas, nelle loro strade ad educare la nostra gente". Nel suo profilo LinkedIn (oramai disabilitato) era riportato il diploma presso il Central Texas College, conseguito nel 2011, ed i suoi studi condotti presso la Clark Atlanta University dal 2012 al 2013. Ha, inoltre, frequentato per un semestre l'Università dell'Alabama, nella primavera del 2012. L'8 luglio ha inviato delle e-mail a diverse persone, tra cui anche alcune radio online, per far sapere a tutti di non essere affiliato con nessuno ed, inoltre, disse loro di andare a vedere i suoi video pubblicati su YouTube (dove ripete queste affermazioni), nel caso in cui "fosse successo qualcosa". In seguito ai fatti, il video è stato rimosso. Secondo le indagini effettuate dagli investigatori, Long ha viaggiato da Kansas City a Dallas con un'auto noleggiata, per poi fermarsi a Baton Rouge.

## Vittime
Gli agenti di polizia rimasti uccisi durante la sparatoria sono state identificate in:
- Montrell Jackson: aveva 32 anni e prestava servizio presso il dipartimento di polizia di Baton Rouge da 10 anni. Pochi giorni prima della sparatoria, aveva condiviso sul suo profilo Facebook alcune considerazioni riguardanti gli avvenimenti che coinvolsero gli agenti di Baton Rouge in seguito all'uccisione dell'afroamericano Alton Sterling, fuori da un negozio di generi alimentari. Era molto amareggiato e scrisse che: "In uniforme raccolgo sguardi brutti e pieni di odio mentre fuori dall'uniforme alcuni mi considerano una minaccia". Jackson, però, era convinto del fatto che la società potesse cambiare e terminava il suo discorso dicendo: "Per favore, non fate in modo che il male infetti il vostro cuore. La città deve e riuscirà a ristabilirsi". Solo dieci mesi prima aveva celebrato con la moglie la nascita del loro primo figlio.[8]
- Brad Garafola: aveva 45 anni e prestava servizio, da 24 anni, presso l'East Baton Rouge Sheriff’s Office. Nel gennaio 2013 era stato nominato vicesceriffo. La mattina della sparatoria, il suo turno doveva terminare intorno alle ore 8:00 ma, in seguito alla chiamata d'emergenza, è intervenuto sul luogo per prestare assistenza, perdendo la vita circa mezz'ora dopo. Era sposato con Tonja Garafola, dalla quale aveva avuto quattro figli. Amava le costruzioni, in particolare di automobili. I familiari hanno riferito che uno dei progetti, sul quale lavorava da tempo, era la costruzione di un automobile che avrebbe regalato alla figlia quindicenne non appena avesse imparato a guidare.[8]
- Matthew Gerald: aveva 41 anni, era un ex membro dei marines ed aveva partecipato per tre volte alla guerra in Iraq. Nel marzo 2016, aveva conseguito la laurea presso l'accademia di polizia di Baton Rouge ed era stato promosso a lavorare in proprio esattamente due settimane prima di essere ucciso nella sparatoria. Era sposato con Dechia Badeaux Gerald ed aveva due figlie.[8]

## Conseguenze

### Altri sospetti
Anche se la polizia ha dichiarato che Long è stato l'unico responsabile coinvolto nella sparatoria, altri due sospettati sono stati comunque interrogati da parte del dipartimento di polizia di Baton Rouge. Uno di loro è stato successivamente identificato in Damarcus Alexander, cugino di Montrell Jackson (uno dei tre agenti rimasti uccisi nella sparatoria). Alexander è stato fermato mentre era in compagnia del suo migliore amico, Den'Trell Bianco, dopo che qualcuno aveva telefonato al 911. I due avevano acquistato una camicia bianca poiché Bianco era membro del coro di una chiesa di Belle Rose, una piccola città a sud di Baton Rouge. Essi si fermarono presso un negozio Walmart per potersi cambiare e qualcuno sospettò che entrambi fossero dei complici di Long dal momento che, proprio pochi minuti prima, tre poliziotti erano rimaste vittime nella sparatoria. Secondo le dichiarazioni di Alexander, la polizia li ha tenuti per sette ore, impedendo loro di effettuare qualsiasi tipo di telefonata. Inoltre, gli agenti sono stati accusati da Damarcus di aver rifiutato di dargli i medicinali per curare il suo diabete e che, al contrario, hanno continuato a portargli biscotti, arachidi, cracker e succhi di frutta. Dopo diverse ore, Alexander è stato trasportato d'emergenza presso il Baton Rouge General Hospital, per l'aggravarsi delle sue condizioni, mentre Bianco è stato portato in carcere. Successivamente, la polizia li ha rilasciati entrambi dopo aver accertato il fatto che non erano coinvolti con l'uccisione dei tre agenti.

### Reazioni
- Il presidente Barack Obama ha condannato la sparatoria dichiarando che "questi sono degli attacchi contro i dipendenti pubblici, contro lo stato di diritto e contro la società civile che devono essere fermati".[11]
- Il governatore John Bel Edwards ha rilasciato una dichiarazione subito dopo la sparatoria dicendo che "questo è un attacco indicibile e ingiustificato contro tutti noi in un momento in cui abbiamo bisogno di unità e di ripresa". Il giorno dopo ha definito la sparatoria "un male assoluto" e "un attacco diabolico contro la società".[12][13]
- In un'intervista, il sindaco di Baton Rouge, Kip Holden, ha esortato tutti gli americani a manifestare il loro sostegno alle forze dell'ordine.[14]